# Hesperocyon
Hesperocyon è genere estinto di mammifero carnivoro appartenente alla famiglia dei canidi. Visse nell'Eocene superiore e nell'Oligocene (39 – 24 milioni di anni fa). I suoi resti sono stati ritrovati esclusivamente in Nordamerica.

## Descrizione
Lungo circa 80 centimetri, questo canide possedeva un aspetto notevolmente primitivo: il corpo era basso e allungato, le zampe erano esili e corte, e il cranio era lungo e sottile. La coda, invece, era molto lunga e flessibile. In generale, la forma del corpo ricordava più quella di uno zibetto che quella di un vero cane. Le caratteristiche delle ossa craniche e la dentatura, però, lo denotano come un membro primitivo della famiglia dei canidi. Dato il tipo di dentatura poco specializzata per una dieta carnivora, è probabile che questo animale fosse onnivoro, al contrario dei successivi borofagini.

## Classificazione
L'esperocione, la cui specie più nota è Hesperocyon gregarius, è ritenuto uno dei più antichi canidi conosciuti, e il più noto rappresentante della sottofamiglia degli esperocionini (Hesperocyoninae). Questo gruppo si estinse circa 15 milioni di anni fa, dopo essere sopravvissuto per tutto l'Oligocene e parte del Miocene. Da forme basali quali Hesperocyon si originarono numerosi generi, tra cui Ectopocynus, Osbornodon, Cynodesmus, Enhydrocyon e Mesocyon, che si differenziarono seguendo diverse specializzazioni.